# Brasseuse
Brasseuse est une commune française située dans le département de l'Oise en région Hauts-de-France.

## Géographie

### Description
Brasseuse est un village rural picard situé dans la plaine agricole du Valois, à 9 km au nord-est de Senlis et à 7 km au sud-ouest de Verberie. La distance routière de Senlis est de 10 km, et celle de Verberie de 8,5 km. Paris est éloignée de 50 km environ par Senlis et l'autoroute A1.
Brasseuse fait partie du parc naturel régional Oise-Pays de France
L'autoroute A1 traverse le territoire communal et passe à une centaine de mètres des dernières maisons du village, au sud-est.
L'ancienne Route nationale 32 (actuelle RD 932 A) en tant qu'axe routier d'importance régionale passe à un kilomètre au nord-ouest de Brasseuse, sans toucher le territoire communal ; elle établit la liaison avec Senlis, l'autoroute, Verberie et Compiègne. Le village est directement desservi par trois routes départementales d'importance locale ; il s'agit des RD 134 Villeneuve-sur-Verberie (commune voisine) - Barbery - RD 1324 (- Borest) ; de la RD, itinéraire de déviation de la RS 932a par Raray et Ognon ; ainsi que de la RD 26e qui mène directement vers la RD 932a et vers Villers-Saint-Frambourg.
Au début du XIXe siècle, le territoire communal était décrit comme constitué d'une « une plaine légèrement inclinée au midi, qui se rattache au pays de Valois. Il n'y a pas d'eau courante dans son étendue; la. petite. rivière d'Onette fait la limite méridionale du côté de Barberiez ».

Ambiance de la commune
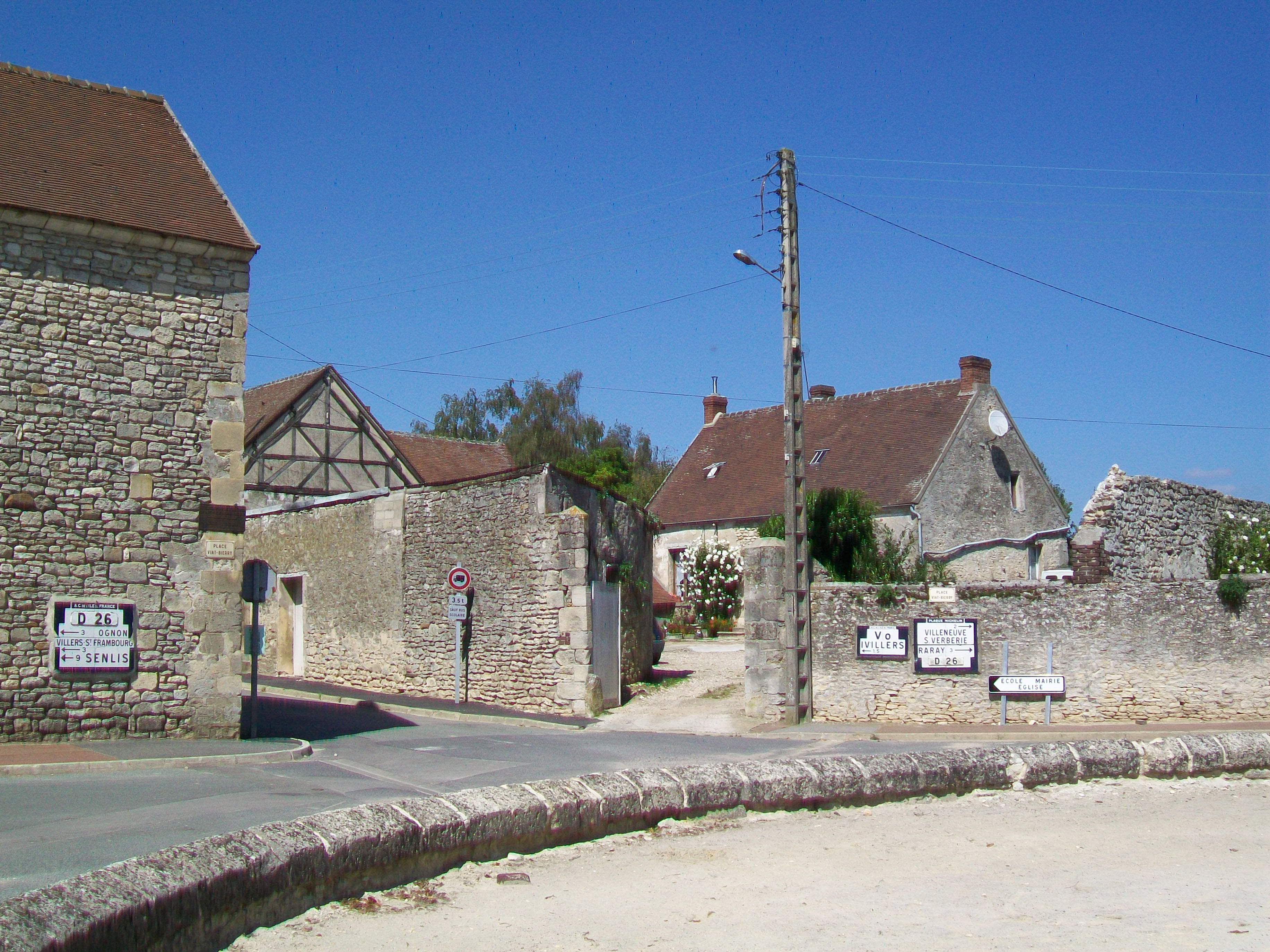
Place Viat-Bierry
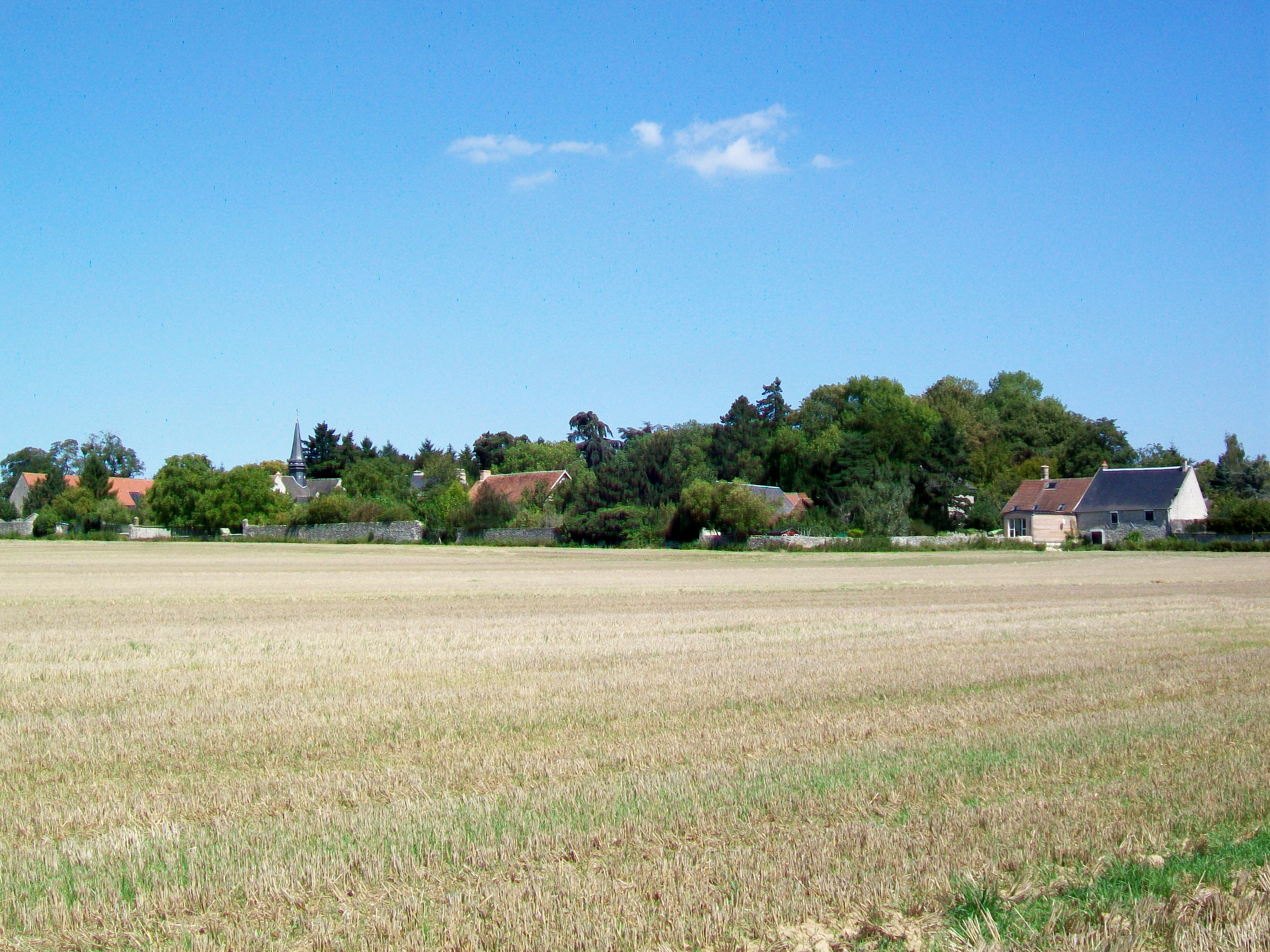
Panorama du village depuis l'ouest.

### Communes limitrophes
Brasseuse compte six communes limitrophes, dont Barbery est la plus éloignée, à 6 km en passant par Ognon. Parmi les communes limitrophes, trois possèdent des commerces de proximité, Villeneuve-sur-Verberie et Barbery (boulangeries, bars-restaurants, boucherie à Rully, épicerie à Barbery).
|                         | Villeneuve-sur-Verberie |       |
| Villers-Saint-Frambourg | Brasseuse               | Raray |
| Ognon                   | Barbery                 | Rully |

### Hydrographie

#### Réseau hydrographique
La commune est située dans le bassin Seine-Normandie. Elle est drainée par l'Aunette,.
L'Aunette, d'une longueur de 14 km, prend sa source dans la commune de Rully et se jette  dans la Nonette à Senlis, après avoir traversé six communes. 

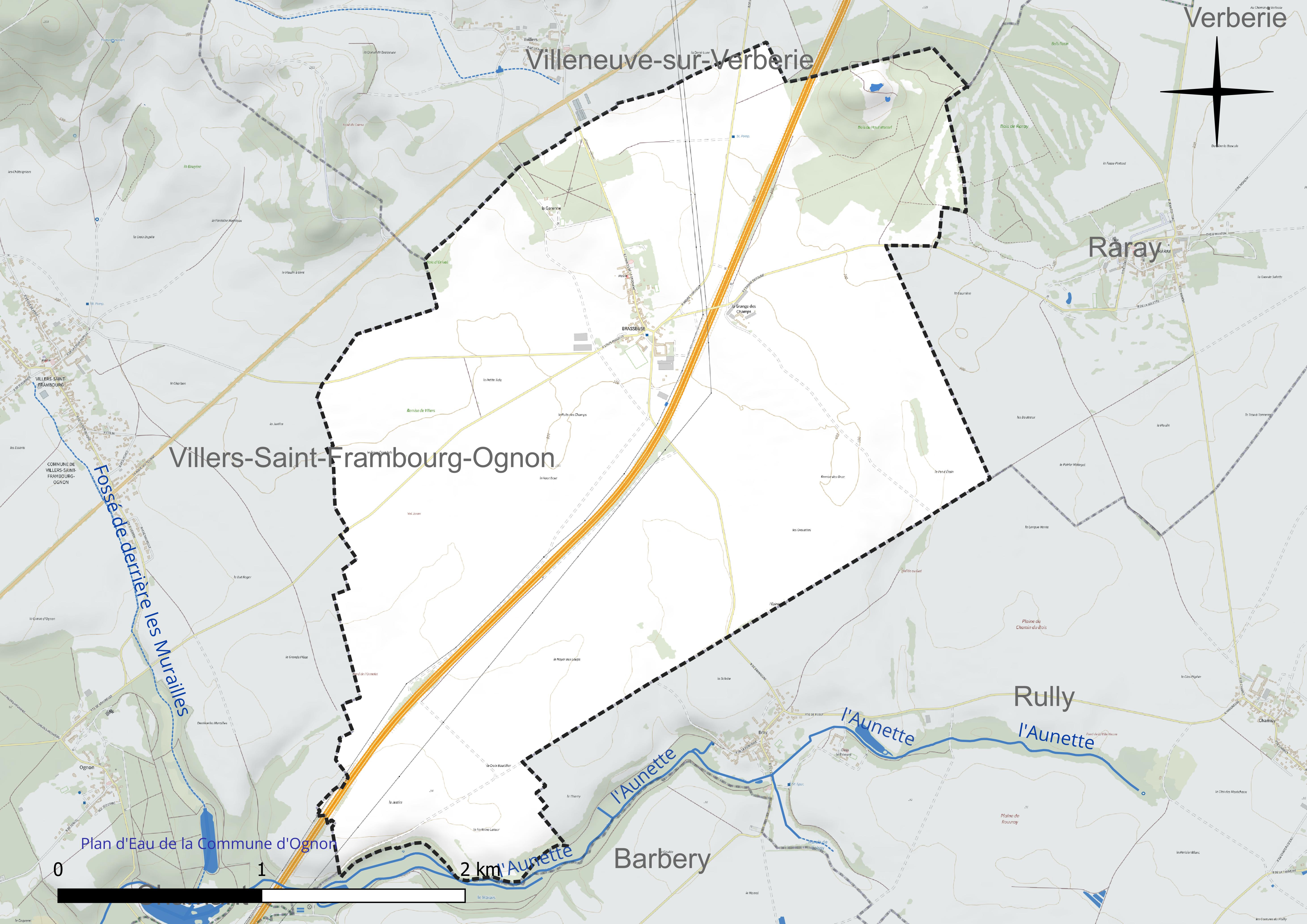
Réseau hydrographique de Brasseuse.

#### Gestion et qualité des eaux
Le territoire communal est couvert par le schéma d'aménagement et de gestion des eaux (SAGE) « Sensée ». Ce document de planification concerne un territoire de 413 km2 de superficie, délimité par le bassin versant de la Nonette et de ses deux principaux affluents, la Launette et l'Aunette. Le périmètre a été arrêté le 3 avril 1998 et le SAGE proprement dit a été approuvé le 28 juin 2006, puis révisé le 15 décembre 2015. La structure porteuse de l'élaboration et de la mise en œuvre est le syndicat Interdépartemental du SAGE de la Nonette. 
La qualité des cours d'eau peut être consultée sur un site dédié géré par les agences de l'eau et l'Agence française pour la biodiversité. 

### Climat
Pour des articles plus généraux, voir Climat des Hauts-de-France et Climat de l'Oise.
En 2010, le climat de la commune est de type climat océanique dégradé des plaines du Centre et du Nord, selon une étude du CNRS s'appuyant sur une série de données couvrant la période 1971-2000. En 2020, Météo-France publie une typologie des climats de la France métropolitaine dans laquelle la commune est dans une zone de transition entre le climat océanique et le climat océanique altéré et est dans la région climatique  Nord-est du bassin Parisien, caractérisée par un ensoleillement médiocre, une pluviométrie moyenne régulièrement répartie au cours de l'année et un hiver froid (3 °C). 
Pour la période 1971-2000, la température annuelle moyenne est de 10,7 °C, avec une amplitude thermique annuelle de 14,9 °C. Le cumul annuel moyen de précipitations est de 719 mm, avec 11,2 jours de précipitations en janvier et 8 jours en juillet. Pour la période 1991-2020, la température moyenne annuelle observée sur la station météorologique la plus proche, située sur la commune de Creil à 14 km à vol d'oiseau, est de 11,2 °C et le cumul annuel moyen de précipitations est de 662,2 mm,. Pour l'avenir, les paramètres climatiques de la commune estimés pour 2050 selon différents scénarios d'émission de gaz à effet de serre sont consultables sur un site dédié publié par Météo-France en novembre 2022.

### Milieux naturels et biodiversité
Brasseuse entre dans le périmètre du parc naturel régional Oise-Pays de France pour la totalité de son territoire. Le bois du Haut-Montel et de Raray, situé en partie sur les communes voisines de Raray et Villeneuve-sur-Verberie, est protégée en tant que Zone naturelle d'intérêt écologique, faunistique et floristique (ZNIEFF) type 1 n° national 220013834. En outre, l'ensemble de la commune de Brasseuse fait partie du site naturel inscrit de la vallée de la Nonette (inscription par décret du 6 février 1970). Ce site inscrit a préfiguré le parc naturel régional, son découpage étant à peu près identique avec la partie du parc située dans l'Oise. - Au sud de Raray, la limite avec la commune voisine de Rully est matérialisée par la chaussée Brunehaut, chemin rectiligne d'origine antique mais indatable, et aujourd'hui incorporé dans l'une des nombreuses variantes du chemin de Compostelle. Ce chemin de terre va de Senlis à Soissons, mais n'existe plus en continuité. Il n'y a pas de sentier de Grande Randonnée sur la commune.

## Urbanisme

### Typologie
Au 1er janvier 2024, Brasseuse est catégorisée commune rurale à habitat dispersé, selon la nouvelle grille communale de densité à sept niveaux définie par l'Insee en 2022.
Elle est située hors unité urbaine. Par ailleurs la commune fait partie de l'aire d'attraction de Paris, dont elle est une commune de la couronne,. Cette aire regroupe 1 929 communes,.

### Occupation des sols
L'occupation des sols de la commune, telle qu'elle ressort de la base de données européenne d'occupation biophysique des sols Corine Land Cover (CLC), est marquée par l'importance des territoires agricoles (89,6 % en 2018), une proportion identique à celle de 1990 (89,6 %). La répartition détaillée en 2018 est la suivante : 
terres arables (89,6 %), forêts (9 %), espaces verts artificialisés, non agricoles (1,4 %). L'évolution de l'occupation des sols de la commune et de ses infrastructures peut être observée sur les différentes représentations cartographiques du territoire : la carte de Cassini (XVIIIe siècle), la carte d'état-major (1820-1866) et les cartes ou photos aériennes de l'IGN pour la période actuelle (1950 à aujourd'hui).

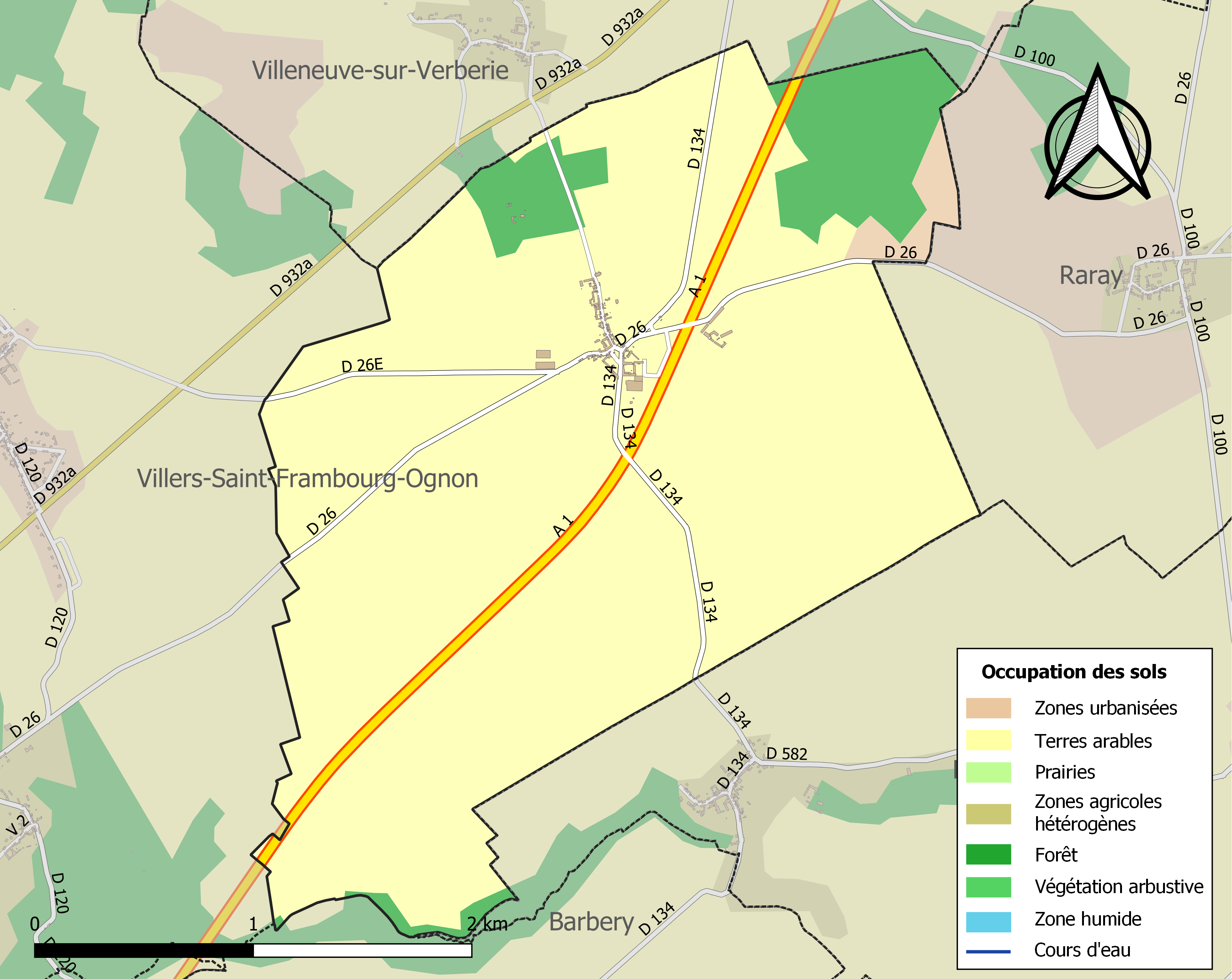
Carte des infrastructures et de l'occupation des sols de la commune en 2018 (CLC).
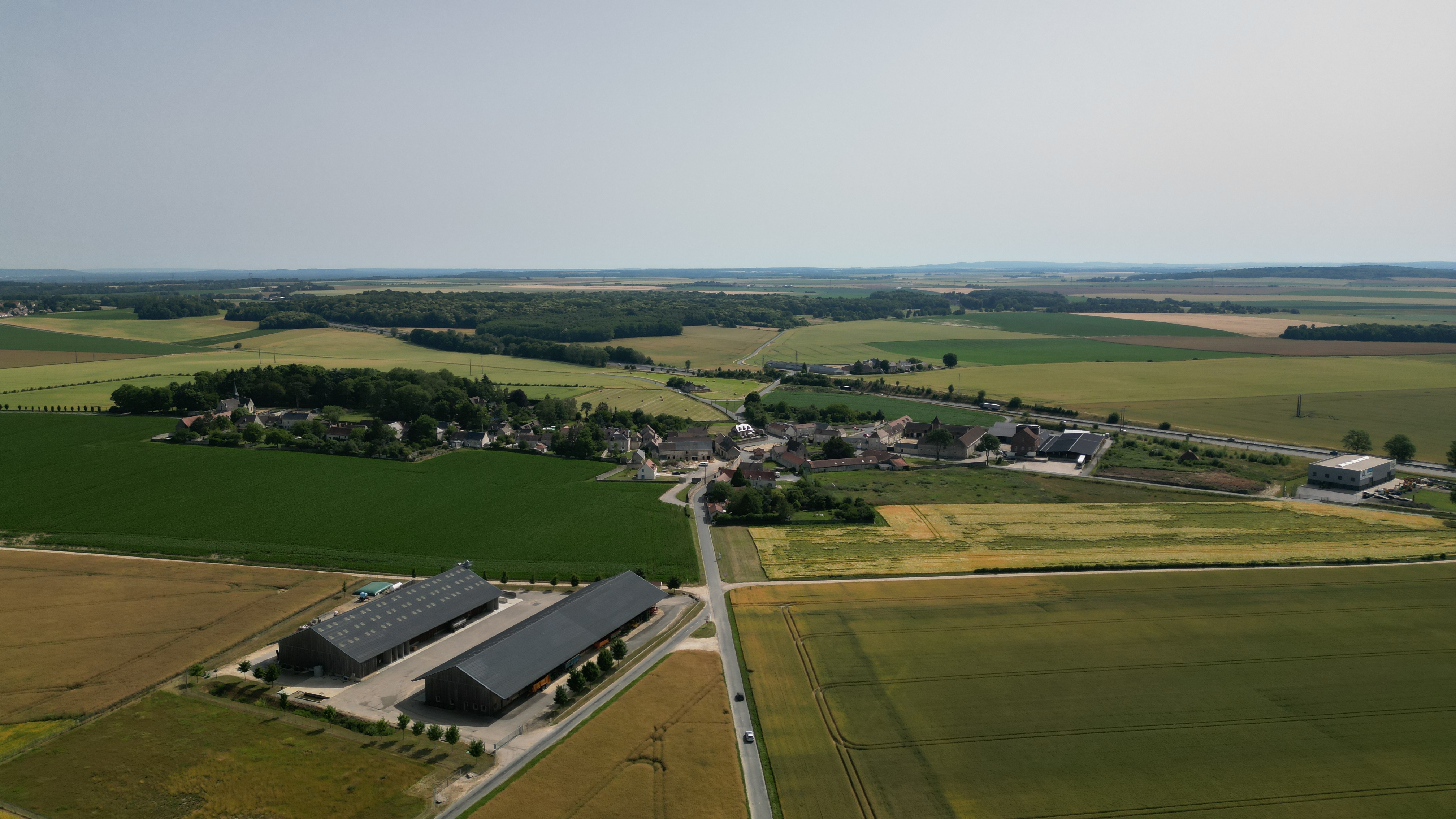
Brasseuse (60), vue générale depuis l'ouest.

### Lieux-dits, hameaux et écarts
Brasseuse n'a pas d'écarts à proprement parler, sauf le manoir la Garenne au nord et la ferme la Grange des Champs à l'est, au-delà de l'autoroute. Le territoire communal se compose en majorité de surfaces agricoles, hormis le bois du Haut Montel partagé avec Villeneuve-sur-Verberie et Raray, le bois autour de la Garenne et quelques très petits bois privés. Le point culminant, 127,6 m, se situe sur le domaine de la Garenne, et le point le plus bas dans la vallée de l'Aunette, au sud. L'Aunette ne traverse pas le territoire communal qui est par ailleurs dépourvu de cours d'eau, mais une partie du versant nord de la vallée de ce ruisseau appartient toutefois à Brasseuse. L'altitude descend légèrement du nord vers le sud, c'est-à-dire du versant sud du massif de la forêt d'Halatte vers l'Aunette. L'église se situe à 115 m.

### Habitat et logement
En 2018, le nombre total de logements dans la commune était de 53, alors qu'il était de 51 en 2013 et de 55 en 2008.
Parmi ces logements, 75,2 % étaient des résidences principales, 7,6 % des résidences secondaires et 17,2 % des logements vacants. Ces logements étaient pour 96,2 % d'entre eux des maisons individuelles et pour 3,8 % des appartements.
Le tableau ci-dessous présente la typologie des logements à Brasseuse en 2018 en comparaison avec celle de l'Oise et de la France entière. Une caractéristique marquante du parc de logements est ainsi une proportion de résidences secondaires et logements occasionnels (7,6 %) supérieure à celle du département (2,5 %) et à celle de la France entière (9,7 %). Concernant le statut d'occupation de ces logements, 66,7 % des habitants de la commune sont propriétaires de leur logement (69,4 % en 2013), contre 61,4 % pour l'Oise et 57,5 pour la France entière.
| Typologie                                               | Brasseuse | Oise | France entière |
| ------------------------------------------------------- | --------- | ---- | -------------- |
| Résidences principales (en %)                           | 75,2      | 90,4 | 82,1           |
| Résidences secondaires et logements occasionnels (en %) | 7,6       | 2,5  | 9,7            |
| Logements vacants (en %)                                | 17,2      | 7,1  | 8,2            |

### Voies de communication et transports
La commune ne dispose pas de gare. Elle est desservie par la ligne 6221 du réseau interurbain de l'Oise.

## Toponymie

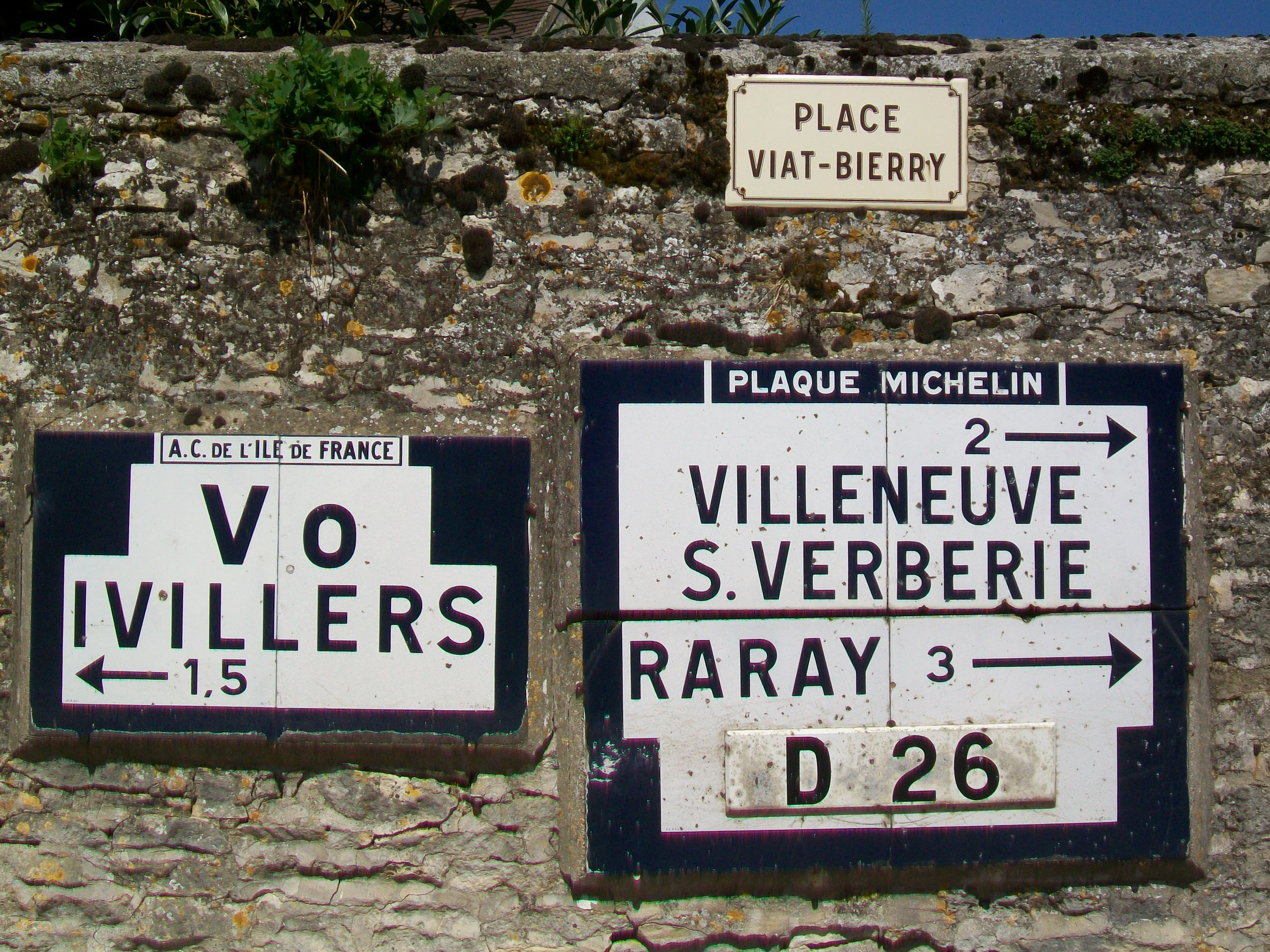
Panneaux routiers, date de fabrication 23 septembre 1934.

Le nom de la localité est attesté sous les formes in novalibus nemoris de Braisilva (1171) ; novalium de Braisilva (1180) ; quos villam de Braio et Braisilva (1180) ; inc granchia de Braiselva (1186) ; in vasta Braii silva (XIIe) ; chaiam de Braieselve (1213) ; de Braysilva (1223) ; dominus de Braiselve (1227) ; Hue de Braiselve (XIIIe) ; Brathselve (1232) ; Guillelmus de bray silva (1236) ; Braesylva (1239) ; de Braisilva (1241) ; Guillelmus buticularius miles dominus de Braisilva (1248) ; Braysilva (1273) ; Braceuse (1296) ; le viles de brasseuve (1307) ; Pierre de Braiselve (1335) ; braseuses (vers 1380) ; Bratselve (XVe) ; Brasseuse des champs (XVe) ; Brasseulve (XVe) ; Brasseuses (1592) ; Brasseuzes (XVIe) ; Brasseuze (1667) ; Brasseuse (1840).

Nom de lieu issu de braio « bray » et de l'oïl selve « forêt ».
Le pays de Bray est une région naturelle partagée entre la Normandie et la Picardie. La forêt d'Halatte est à proximité de Brasseuse. « La forêt dans les marécages ».

## Histoire

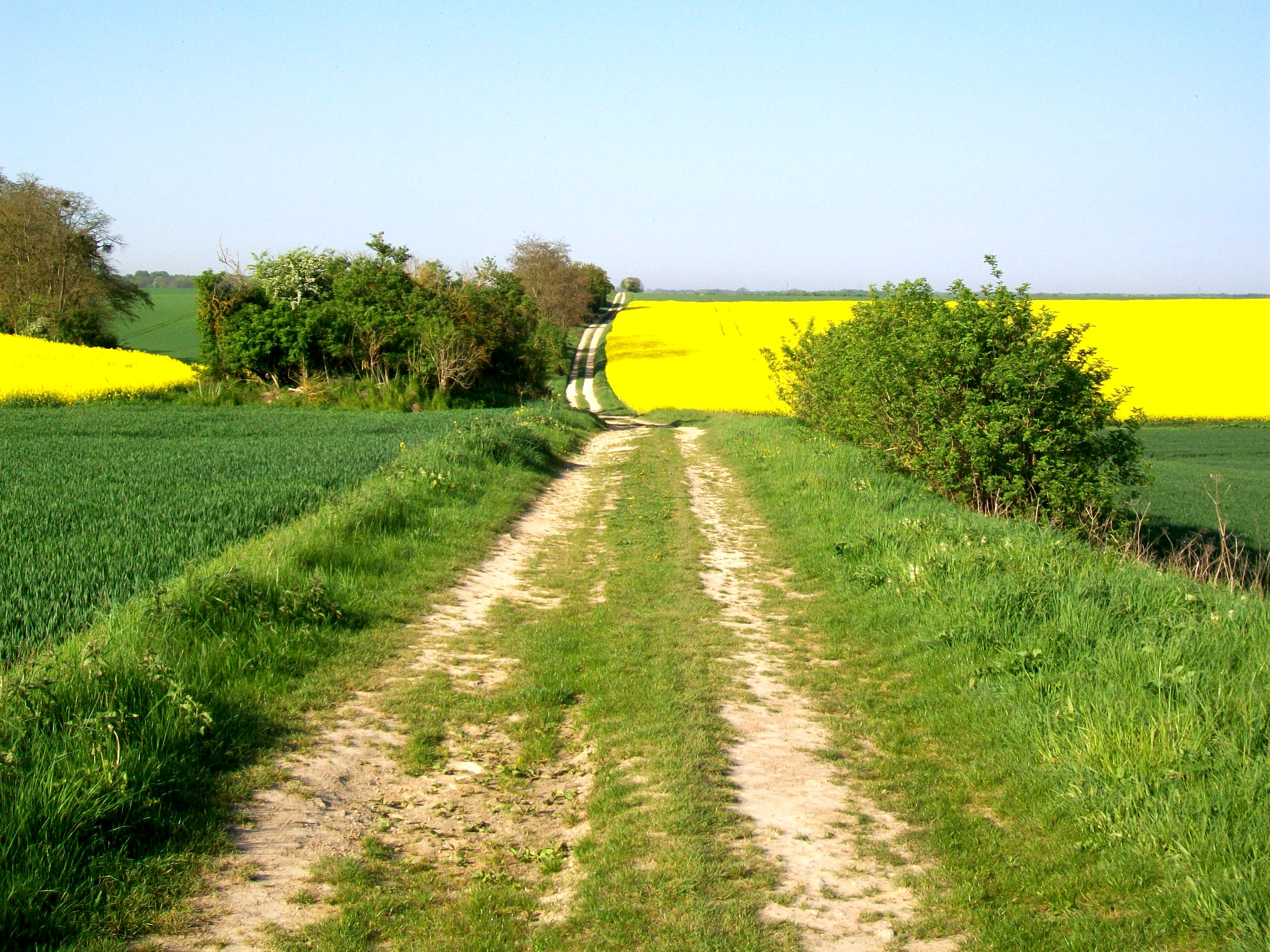
Vestiges de la Chaussée Brunehault qui constitue la limite avec la commune de Rully.

Selon Louis Graves, « Brasseuse était l'une des quatre baronies vassales de l'évêché de Senlis, dont les seigneurs étaient tenus d'accompagner l'évêque à
son entrée dans sa ville épiscopale; ils devaient même, s'il l'exigeait, le porter sur leurs épaules depuis la porte Saint-Ricul de Senlis jusqu'à la cathédrale. Cette terre qui relevait de Chantilly avait haute, moyenne et basse justice; elle fut possédée jusqu'à la fin du treizième siècle par les Bouteiller de Senlis ».
Vers 1834, un moulin à vent, une carrière, une marnière, une glaisière étaient exploités à Brasseuse.

## Politique et administration

### Rattachements administratifs et électoraux
La commune se trouve dans l'arrondissement de Senlis du département du Oise. Pour l'élection des députés, elle fait partie de la quatrième circonscription de l'Oise.
Elle fait partie depuis 1793 du canton de Pont-Sainte-Maxence. Dans le cadre du redécoupage cantonal de 2014 en France, ce canton, où elle est toujours intégrée, a été modifié, passant de 13 à 23 communes.

### Intercommunalité
Jusqu'au début de l'année 2009, la commune appartenait à la communauté de communes du Pays de Senlis qui regroupait 19 collectivités.
À la suite de désaccords profonds entre élus des communes membres, le préfet a décidé de dissoudre l'intercommunalité le 30 avril 2009.
Il autorise la création : 

- de la communauté de communes des Trois Forêts (CC3F) avec les cinq communes de Senlis, Aumont-en-Halatte, Courteuil, Chamant et Fleurines.

- de la communauté de communes Cœur Sud Oise (CCCSO), regroupant treize communes et dont le siège était à Ognon, l'une des plus petites de l'intercommunalité.
Dans le cadre des dispositions de la loi portant nouvelle organisation territoriale de la République (Loi NOTRe) du 7 août 2015, qui prévoit que les établissements publics de coopération intercommunale (EPCI) à fiscalité propre doivent avoir un minimum de 15 000 habitants,, le schéma départemental de coopération intercommunale approuvé par le préfet de l'Oise le 24 mars 2016 prévoit notamment la fusion de la communauté de communes des Trois Forêts et de la communauté de communes Cœur Sud Oise.
Après consultation des conseils municipaux et communautaires concernés, la nouvelle intercommunalité, recréant de fait l'ancienne communauté de communes du Pays de Senlis (sans Orry-la-Ville), dont la scission en 2010 avait créée ces deux intercommunalités, est constituée au 1er janvier 2017 par un arrêté préfectoral du 14 novembre 2016  sous le nom de communauté de communes Senlis Sud Oise, dont la commune est désormais membre.

### Liste des maires
| Période                                  | Période                       | Identité                      | Étiquette | Qualité                                                            |
| ---------------------------------------- | ----------------------------- | ----------------------------- | --------- | ------------------------------------------------------------------ |
| Les données manquantes sont à compléter. |                               |                               |           |                                                                    |
| mars 1977                                | 24 mars 1980                  | Charles Huchet de la Bédoyère |           | Comte, propriétaire du manoir « La Garenne » Assassiné en fonction |
| Les données manquantes sont à compléter. |                               |                               |           |                                                                    |
| mars 2001                                | mars 2008                     | Guy de la Bédoyère            | DVD       |                                                                    |
| mars 2008                                | En cours (au 2 décembre 2020) | Maxime Acciai                 |           | Réélu pour le mandat 2020-2026,                                    |

## Équipements et services publics

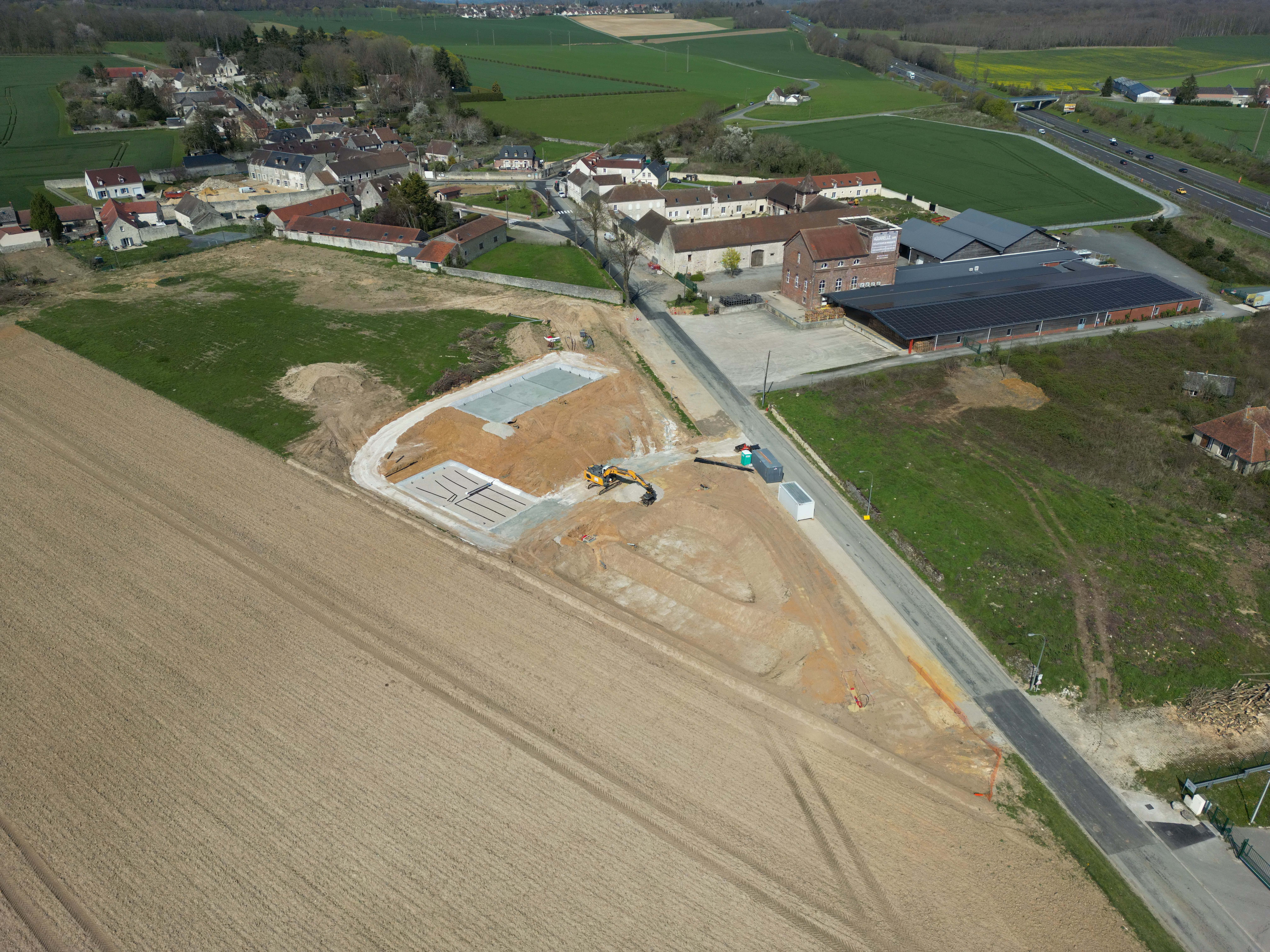
Brasseuse (60), station d'épuration — en construction (avril 2023)

La commune n'accueille aucun service public de l'État. Toutefois, l'intercommunalité organise depuis 2021 le passage régulier d'un un bus France Services itinérant,

## Population et société

### Démographie

#### Évolution démographique
L'évolution du nombre d'habitants est connue à travers les recensements de la population effectués dans la commune depuis 1793. Pour les communes de moins de 10 000 habitants, une enquête de recensement portant sur toute la population est réalisée tous les cinq ans, les populations de référence des années intermédiaires étant quant à elles estimées par interpolation ou extrapolation. Pour la commune, le premier recensement exhaustif entrant dans le cadre du nouveau dispositif a été réalisé en 2006.

En 2022, la commune comptait 114 habitants, en évolution de +8,57 % par rapport à 2016 (Oise : +0,87 %, France hors Mayotte : +2,11 %).
| 1793 | 1800 | 1806 | 1821 | 1831 | 1836 | 1841 | 1846 | 1851 |
| ---- | ---- | ---- | ---- | ---- | ---- | ---- | ---- | ---- |
| 132  | 109  | 112  | 121  | 129  | 122  | 126  | 118  | 122  |

| 1856 | 1861 | 1866 | 1872 | 1876 | 1881 | 1886 | 1891 | 1896 |
| ---- | ---- | ---- | ---- | ---- | ---- | ---- | ---- | ---- |
| 135  | 134  | 122  | 141  | 145  | 152  | 144  | 143  | 144  |

| 1901 | 1906 | 1911 | 1921 | 1926 | 1931 | 1936 | 1946 | 1954 |
| ---- | ---- | ---- | ---- | ---- | ---- | ---- | ---- | ---- |
| 168  | 149  | 142  | 136  | 149  | 138  | 172  | 197  | 219  |

| 1962 | 1968 | 1975 | 1982 | 1990 | 1999 | 2006 | 2011 | 2016 |
| ---- | ---- | ---- | ---- | ---- | ---- | ---- | ---- | ---- |
| 200  | 181  | 133  | 119  | 152  | 136  | 121  | 90   | 105  |

| 2021 | 2022 | - | - | - | - | - | - | - |
| ---- | ---- | - | - | - | - | - | - | - |
| 113  | 114  | - | - | - | - | - | - | - |

#### Pyramide des âges
La population de la commune est relativement jeune.
En 2018, le taux de personnes d'un âge inférieur à 30 ans s'élève à 39,0 %, soit au-dessus de la moyenne départementale (37,3 %). À l'inverse, le taux de personnes d'âge supérieur à 60 ans est de 24,7 % la même année, alors qu'il est de 22,8 % au niveau départemental.
En 2018, la commune comptait 62 hommes pour 46 femmes, soit un taux de 57,41 % d'hommes, largement supérieur au taux départemental (48,89 %).
Les pyramides des âges de la commune et du département s'établissent comme suit.
| Hommes | Classe d’âge | Femmes |
| ------ | ------------ | ------ |
| 0,0    | 90 ou +      | 0,0    |
| 6,7    | 75-89 ans    | 8,9    |
| 13,3   | 60-74 ans    | 22,2   |
| 16,7   | 45-59 ans    | 20,0   |
| 16,7   | 30-44 ans    | 20,0   |
| 20,0   | 15-29 ans    | 13,3   |
| 26,7   | 0-14 ans     | 15,6   |

| Hommes | Classe d’âge | Femmes |
| ------ | ------------ | ------ |
| 0,5    | 90 ou +      | 1,4    |
| 5,5    | 75-89 ans    | 7,6    |
| 15,6   | 60-74 ans    | 16,3   |
| 20,8   | 45-59 ans    | 20     |
| 19,4   | 30-44 ans    | 19,4   |
| 17,6   | 15-29 ans    | 16,2   |
| 20,6   | 0-14 ans     | 19,1   |

## Économie
L'entreprise Aquarelle.com, qui vend des fleurs par Internet, est implantée depuis le début des années 2000 dans l'ancienne distillerie à betteraves de la commune. En 2016, l'entreprise compte 90 salariés permanents, qui reçoivent le renfort d'intérimaires lors des périodes de forte activité

## Culture locale et patrimoine

### Lieux et monuments
On peut signaler :

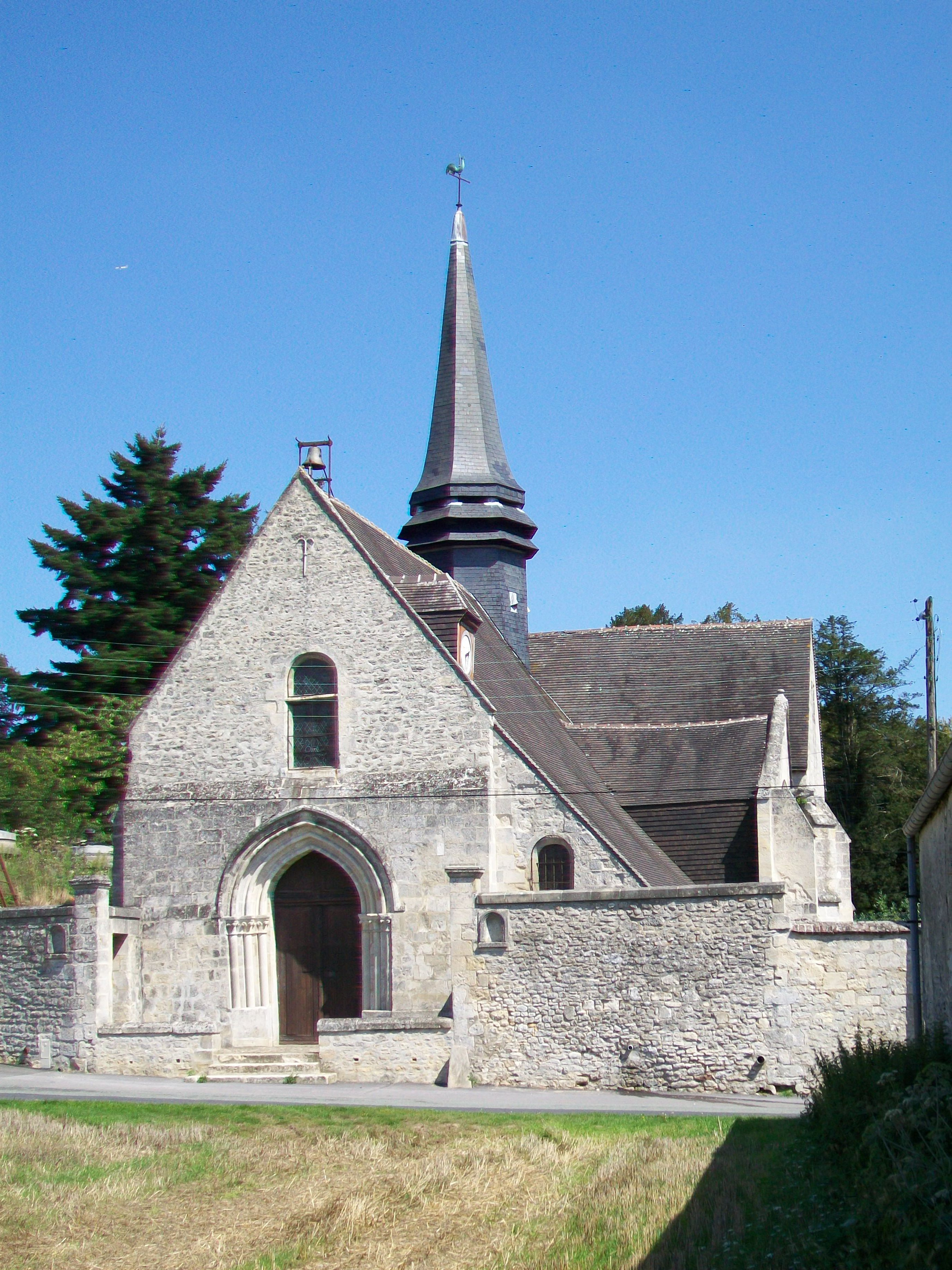
Façade de l'église Saint-Pierre.

- Église Saint-Pierre, rue Charles-de-la-Bédoyère : Jusqu'à la démolition du château au XIXe siècle, l'église se situait dans le périmètre de l'enceinte du château. Elle a été bâtie vers 1150 / 1160, quand Gui II le Bouteiller était seigneur de Brasseuse. De l'époque de fondation, toutes les parties sauf le clocher subsistent encore, quoique modifiées : une nef non voûtée et un chœur de deux travées se terminant par un chevet plat, voûté d'ogives dès l'origine. 
S'agissant d'un plan très simple fortement répandu dans l'Oise à l'époque, l'on peut conclure que le clocher se situait initialement au-dessus de la première travée du clocher, comme c'est le cas ailleurs. L'édifice étant de faible hauteur, les voûtes descendent très bas, et les chapiteaux recevant la retombée des nervures ont en partie été mutilés lors de la pose d'un lambris de demi-revêtement au XVIIIe siècle. Les exemplaires intacts sont influencés par le chantier de la cathédrale Notre-Dame de Senlis, dont des artisans sont probablement venus travailler à Brasseuse à la demande du seigneur. 
Au XVIe siècle, la première travée du chœur devient la croisée du transept avec l'adjonction de deux chapelles au nord et au sud, assimilables à des croisillons. De même, le mur sud de la nef est remplacé par trois arcades prismatiques reposant sur des colonnes cylindriques, sans interposition de chapiteaux. Ces arcades font communiquer la nef avec un nouveau bas-côté, dont le mur gouttereau n'a que deux mètres de hauteur. Cependant, la dernière travée du bas-côté, attenante au croisillon sud du transept, est dotée d'un haut pignon et d'une vaste baie flamboyante. Les autres fenêtres de l'église sont plein cintre et sans remplage. 
Le mur nord de la nef avec sa corniche et le portail occidental en tiers-point restent inchangés depuis le XIIe siècle, bien que le portail ait été lourdement restauré. Son archivolte repose sur deux groupes de trois colonnettes par l'intermédiaire de chapiteaux à feuilles d'eau. L'église ne possède plus qu'un simple clocher en charpente, implanté au-dessus de la croisée du transept, élégant avec sa haute flèche octogonale couverte d'ardoise, comme l'ensemble de la toiture. Le cimetière subsiste à son emplacement historique au sud de l'église[45],[46].

- Manoir « La Garenne » de 1730, entouré d'un parc et d'une petite forêt, au nord du village. Ce manoir est à ne pas confondre avec le château de Brasseuse du début du XVIIIe siècle, attribué à Jean-Auguste de Riencourt, marquis d'Orival, situé au nord de l'église et aujourd'hui disparu[47].
- Ancienne mare-abreuvoir, place Viat-Bierry, dont ne subsistent que les murets de délimitation.
- Ancien lavoir, place Viat-Bierry, construit en 1884 et donné à la commune par M. et Mme Viat, selon l'inscription au-dessus de l'entrée. Le petit bâtiment présente des chaînages d'angle en pierre de taille et des murs en brique rouge. Le bassin a disparu.
- Calvaire au milieu de la place Viat-Bierry.
- Signalisation routière de la place Viat-Bierry, se composant exclusivement de panneaux émaillés de Michelin et de l'Automobile Club de l'Île de France. Les cinq grandes et deux petites plaques portent toutes les dates de fabrication du 23 ou du 24 septembre 1934.

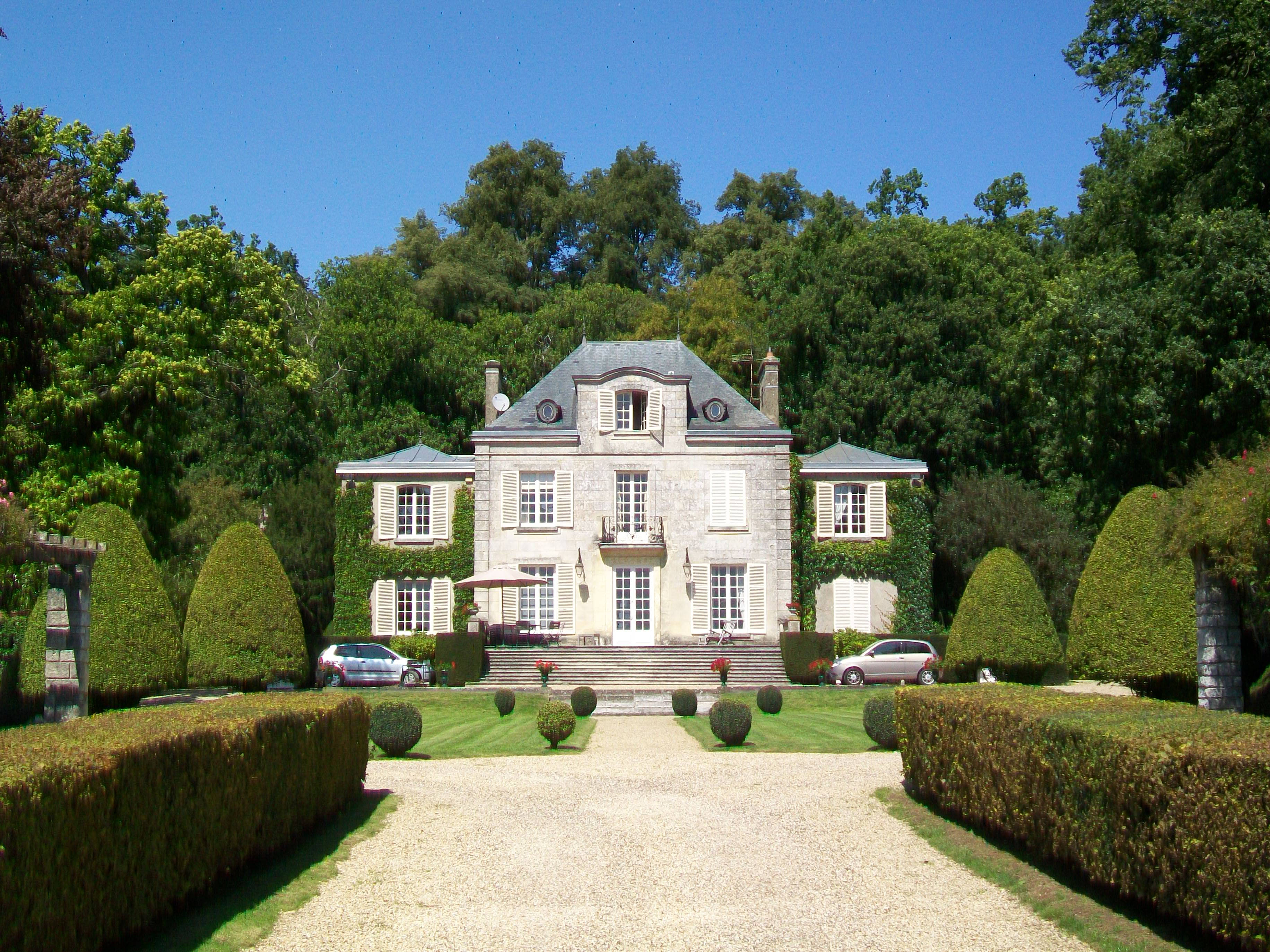
Propriété « La Garenne », au nord de Brasseuse.
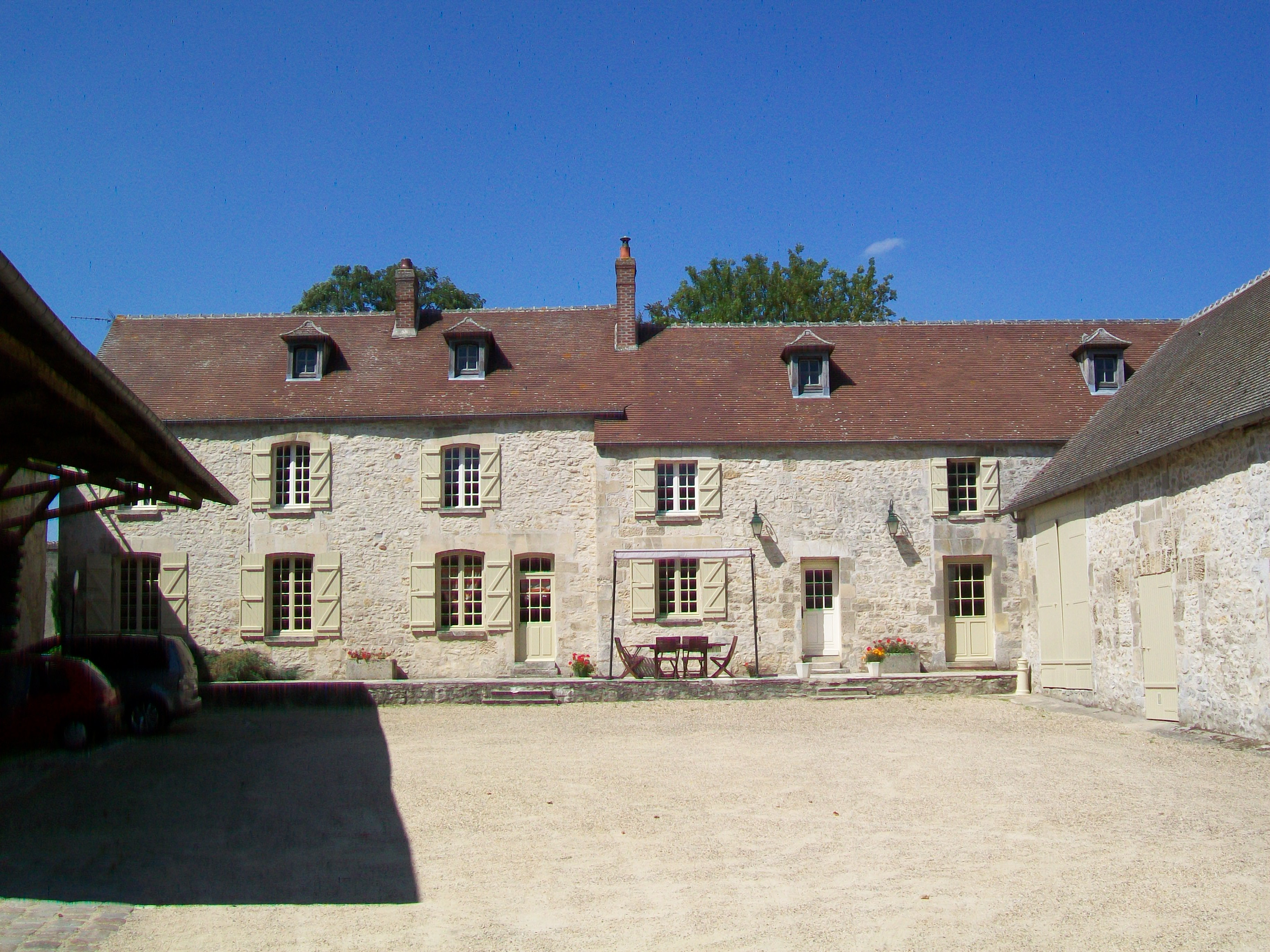
Logis de ferme
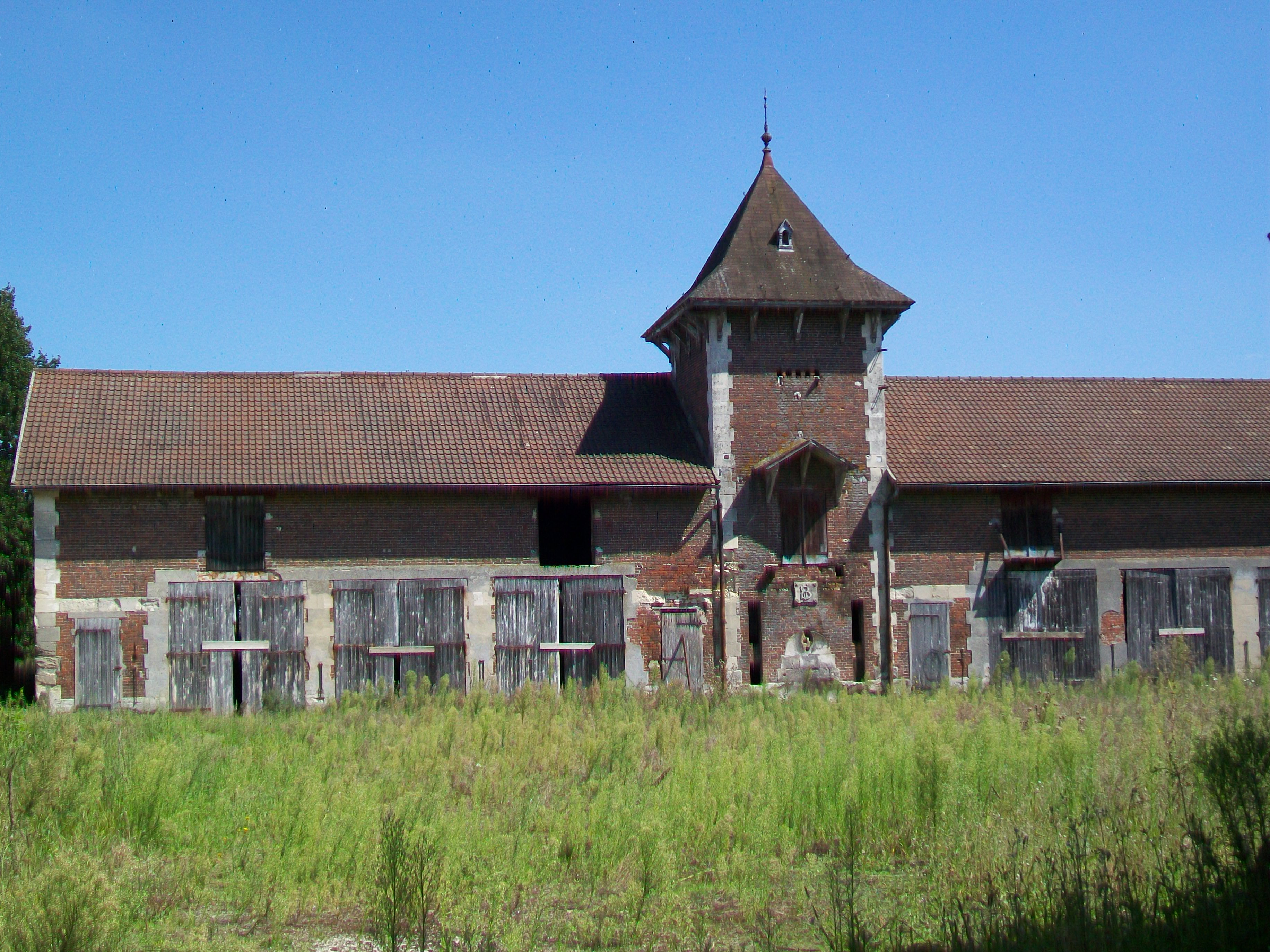
Ancienne grande ferme : chartrie et colombier
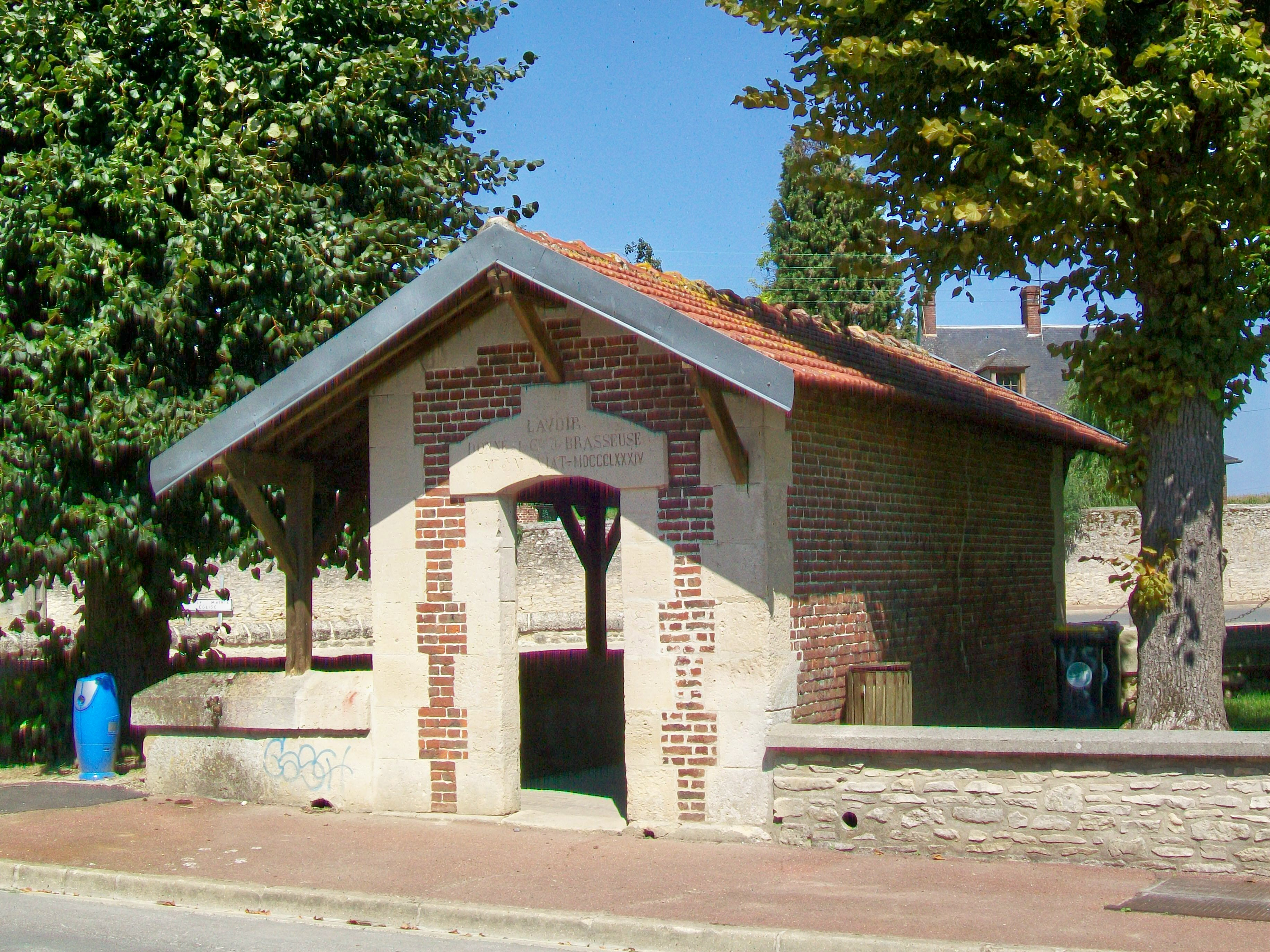
Ancien lavoir
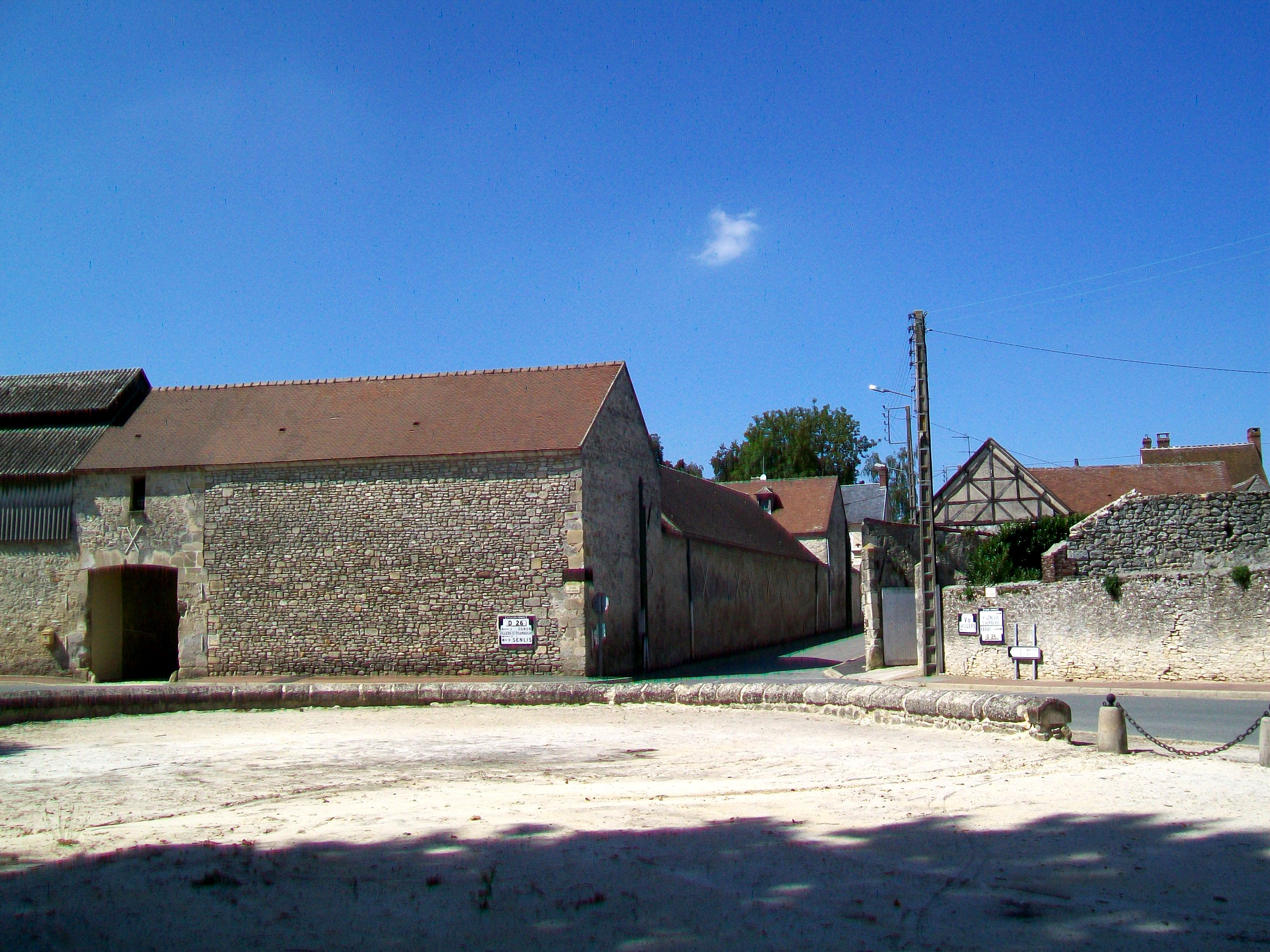
Ancien abreuvoir.
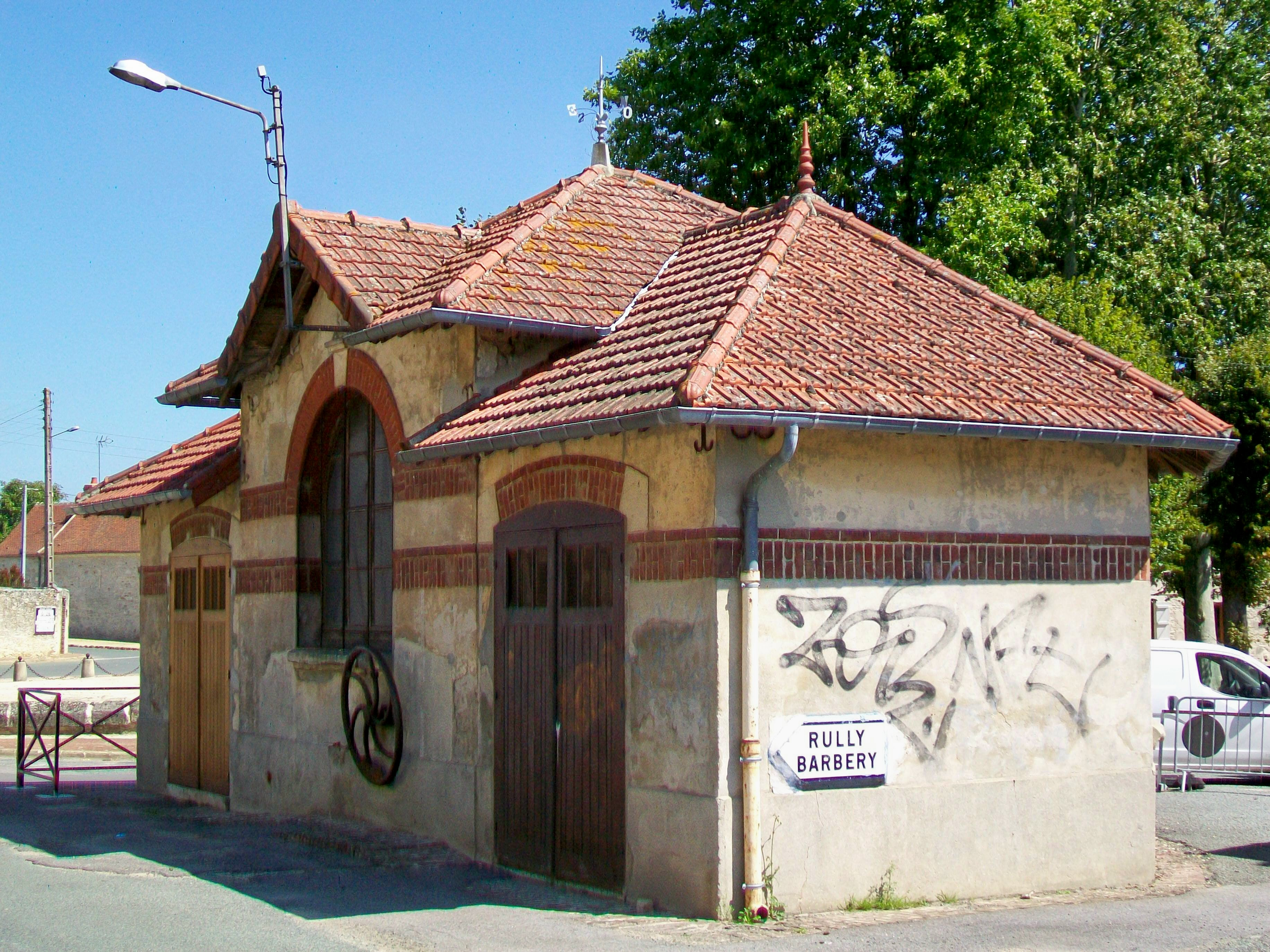
Remise municipale et ancienne bascule
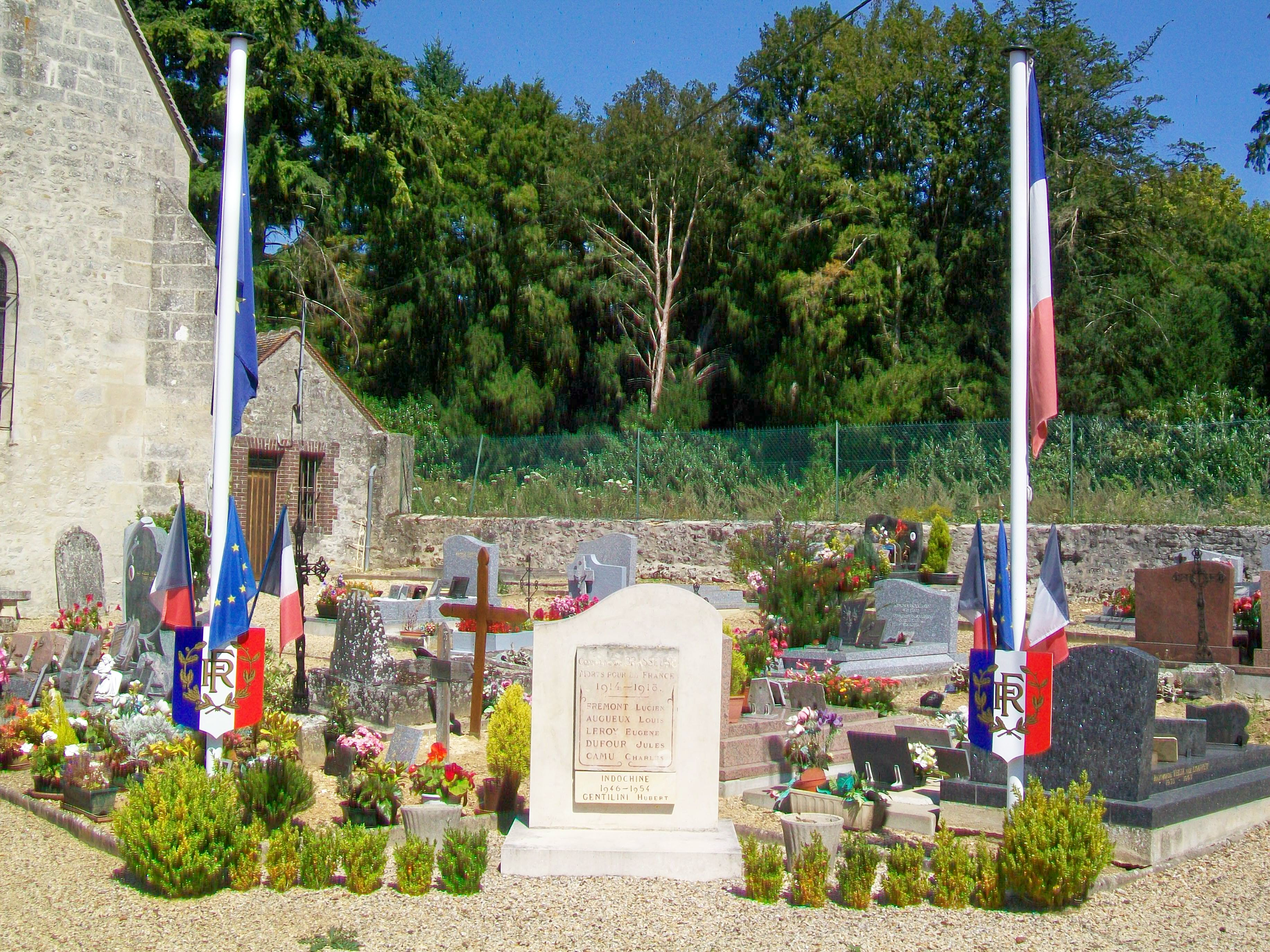
Monument aux morts
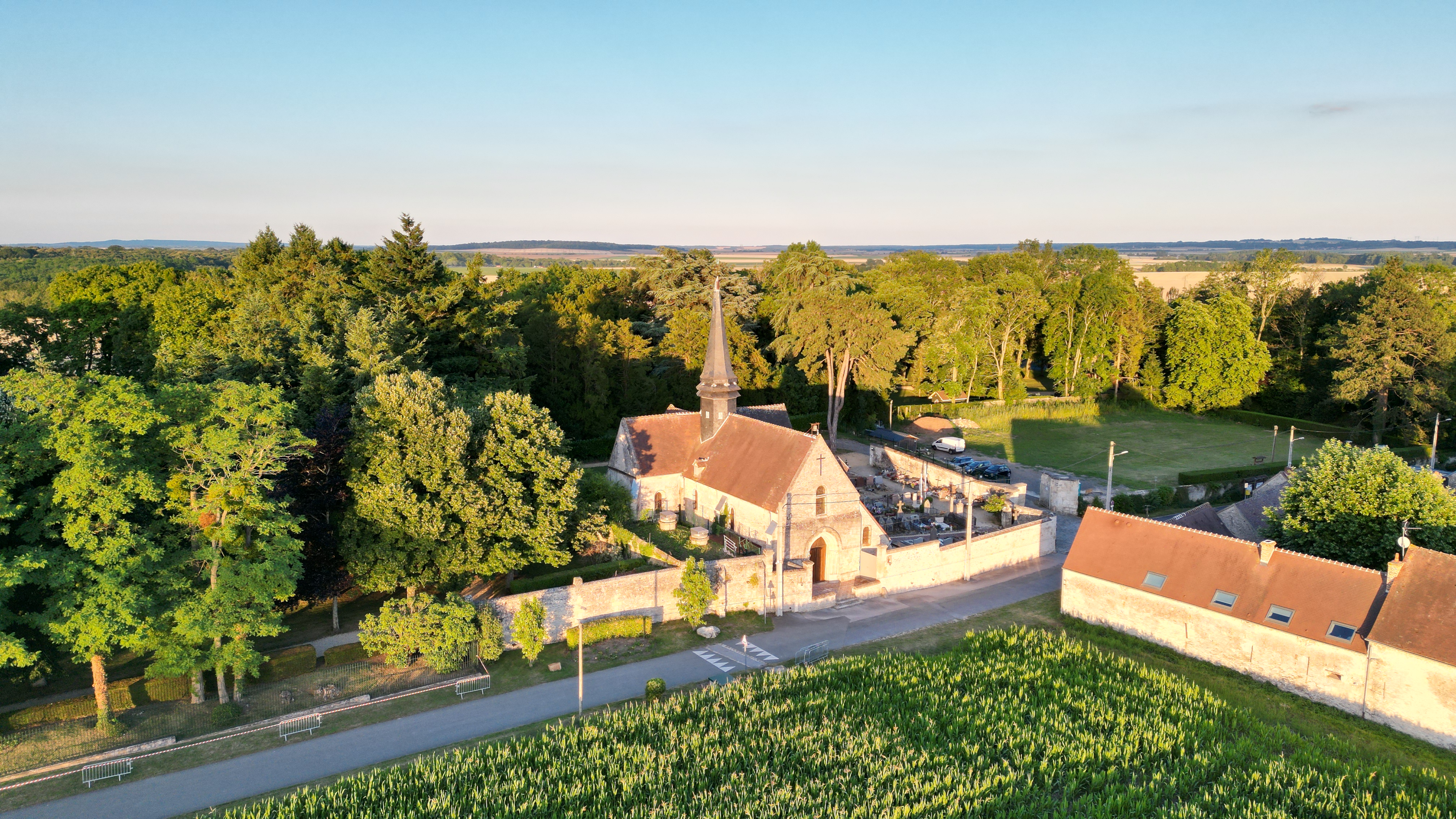
Église Saint-Pierre

### Personnalités liées à la commune
- Nicolas le Bouteiller était seigneur de Brasseuse en 1221[1] ;
- Pierre de Cuignières possédait la terre de Brasseuse en 1334, et le comte de Dammartin, grand-maître d'hôtel de France, en 1476. Elle appartint pendant le cours du seizième siècle à la maison de Desfriches-Doria , d'où elle vint par alliance au marquis d'Orival[1] ;
- Le marquis d'Origny était propriétaire du domaine de Brasseuse en 1700, avant de le vendre au marquis de Vérec, ambassadeur en Espagne; il passa de celui-ci à la vicomtesse de Pons , puis au comte de Teurzel[1] ;

### Héraldique
| Blason de Brasseuse | Blason  | D'azur à deux clé d'argent passées en sautoir, accostées de deux fleurs de lis d'or et à la gerbe de blé du même brochant en cœur, accompagnées en chef de l'inscription « BRASSEUSE » en arc de cercle convexe et en pointe de l'inscription « OISE » en arc de cercle concave, toutes deux en lettres capitales d'or. |
| Blason de Brasseuse | Détails | Le statut officiel du blason reste à déterminer. |